# Christabel Pankhurst
Dame Christabel Harriette Pankhurst DBE (Manchester, 22 de setembre de 1880-Santa Monica, 13 de febrer de 1958) fou una sufragista britànica cofundadora de la Unió Social i Política de les Dones (Women's Social and Political Union, WSPU).

## Vida
Christabel Pankhurst fou filla d'Emmeline i Richard Pankhurst, coneguts militants i activistes en favor del sufragi femení i altres drets socials. Fou la gran de tres germanes; les altres foren Sylvia i Adela, que se significaren totes per la seva activitat política.
Després dels estudis secundaris a Manchester, fundà, junt amb la seva mare, la WSPU el 1903. Participà en l'acció reivindicativa en un míting del Partit Lliberal el 1905, que feu que ella i Annie Kenney fossin detingudes i empresonades. Aquesta acció tingué molt de ressò.
El 1906, va obtenir el diploma en dret a la Universitat de Manchester, però les lleis vigents aleshores feien impossible que exercís com a advocada. Traslladada a Londres, continuà amb les seves activitats i manifestacions públiques, cosa que li valgué el renom de «Queen of the Mob» ('Reina de les masses').
De 1912 a 1913 s'instal·là a París, per evitar la coneguda com Cat and Mouse Act (oficialment Prisoners Temporary Discharge for Ill Health Act 1913), que permetia alliberar les sufragistes en vaga de fam, però les tornava a empresonar quan es recuperaven. Però retornà a Anglaterra quan es veia propera la Guerra Mundial. Al seu retorn fou empresonada i alliberada després d'un mes de vaga de fam. Al contrari que la seva germana Sylvia, propugnà activament l'entrada del país a la guerra i el reclutament obligatori.
Després que fos admès parcialment el vot femení, es presentà al Parlament el 1918, però no sortí elegida.
El 1921 Christabel es va traslladar als Estats Units, on es convertí en una membre destacada del moviment adventista (Second Adventist movement): proclamà la segona vinguda de Crist. Als Estats Units adoptà una filla, Betty, el 1930. Va retornar a Anglaterra, on va ser condecorada amb l'Orde de l'Imperi britànic (1936), però es traslladà un altre cop als Estats Units a l'inici de la Segona Guerra mundial. Allí morí el 1958.
El paper de Christabel Pankhurst fou interpretat per Patricia Quinn en la sèrie Shoulder to Shoulder, que emeté la BBC el 1974.